# NN-179
La carretera NN‑179 es una vía departamental secundaria ubicada en el departamento de Masaya. Tiene una longitud aproximada de 5,23 kilómetros y conecta la comunidad de Piedra Quemada en Nindirí con el Volcán Masaya, facilitando el acceso turístico al parque nacional.

## Trazado y cruces
| km   | Localidad / Punto | Departamento | Conexión / Ruta                         |
| ---- | ----------------- | ------------ | --------------------------------------- |
| 0,0  | Piedra Quemada    | Masaya       | NIC 4                                   |
| 5,23 | Volcán Masaya     | Masaya       | Acceso al Parque Nacional Volcán Masaya |

## Coordenadas
Uno de los tramos de la NN‑179 puede ser encontrado en las coordenadas: 12°00′27″N 86°08′41″O / 12.0075, -86.1448